# Joueurs de cartes dans un riche intérieur
Joueurs de cartes dans un riche intérieur est un tableau de Pieter de Hooch conservé au musée du Louvre.

## Présentation
Cette peinture à l'huile sur toile de 67 × 77 cm, peinte vers 1663-1665, se situe au début du séjour de Pieter de Hooch à Amsterdam. Signée « P. D. HOOCH », et entrée dans les collections du Louvre en 1801.
Ce thème a déjà été abordé par le peintre dans de précédents tableaux : Soldats jouant aux cartes (1657-1658, coll. part.) et Joueurs de cartes dans un intérieur ensoleillé (1658), qui se trouve à la Royal Collection, au château de Windsor. Il le reprendra quelques années plus tard avec Joueurs de cartes à une table (1670-1674), œuvre conservée dans une collection particulière.
Ce « riche intérieur » où se déroule une partie de cartes devant une cheminée aux colonnes de marbre ressemble fort à une maison de rendez-vous, comme le confirme le  couple qui s'enlace à l'arrière-plan. Dans ce climat de galanterie, la moralité n'est pas de mise : la jeune femme vêtue de rouge exhibe en souriant un jeu truqué où elle a tous les as en main. Un dallage de marbre accentue les lignes de fuite pendant que les obliques de la porte entrouverte ponctuent la répartition de l'espace.

Œuvres en rapport.
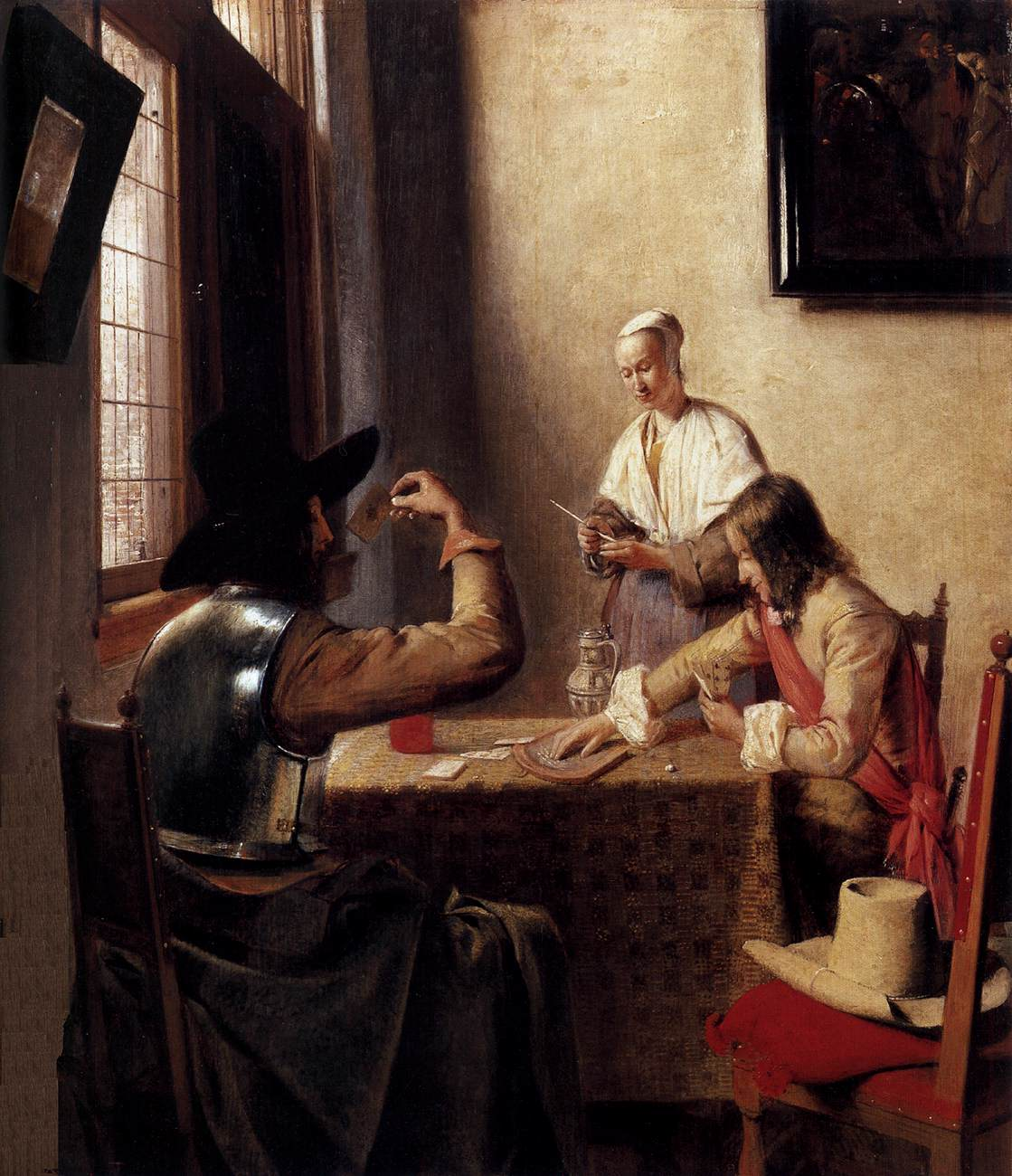
Soldats jouant aux cartes (1657-1658).
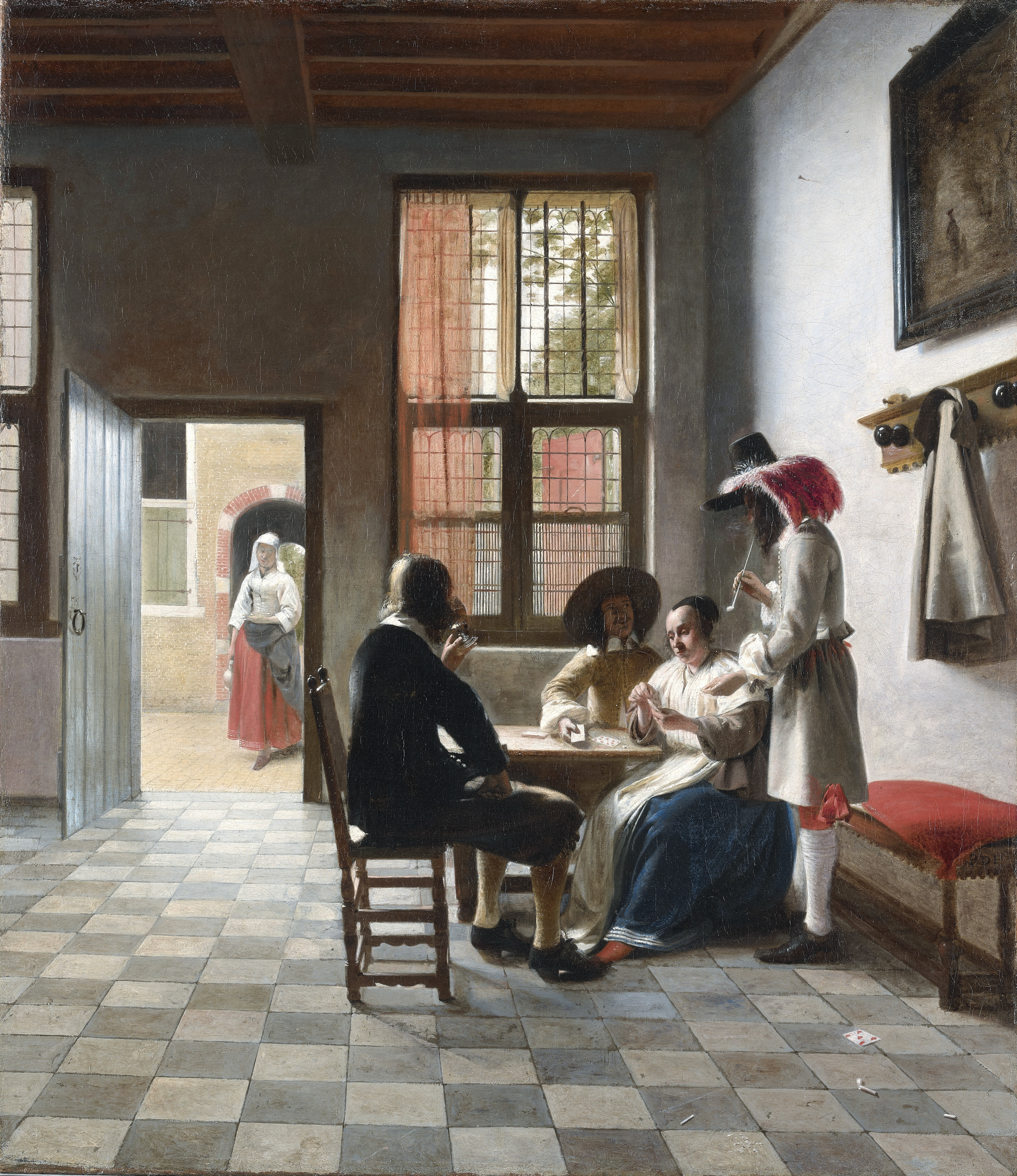
Joueurs de cartes dans un intérieur ensoleillé (1658).
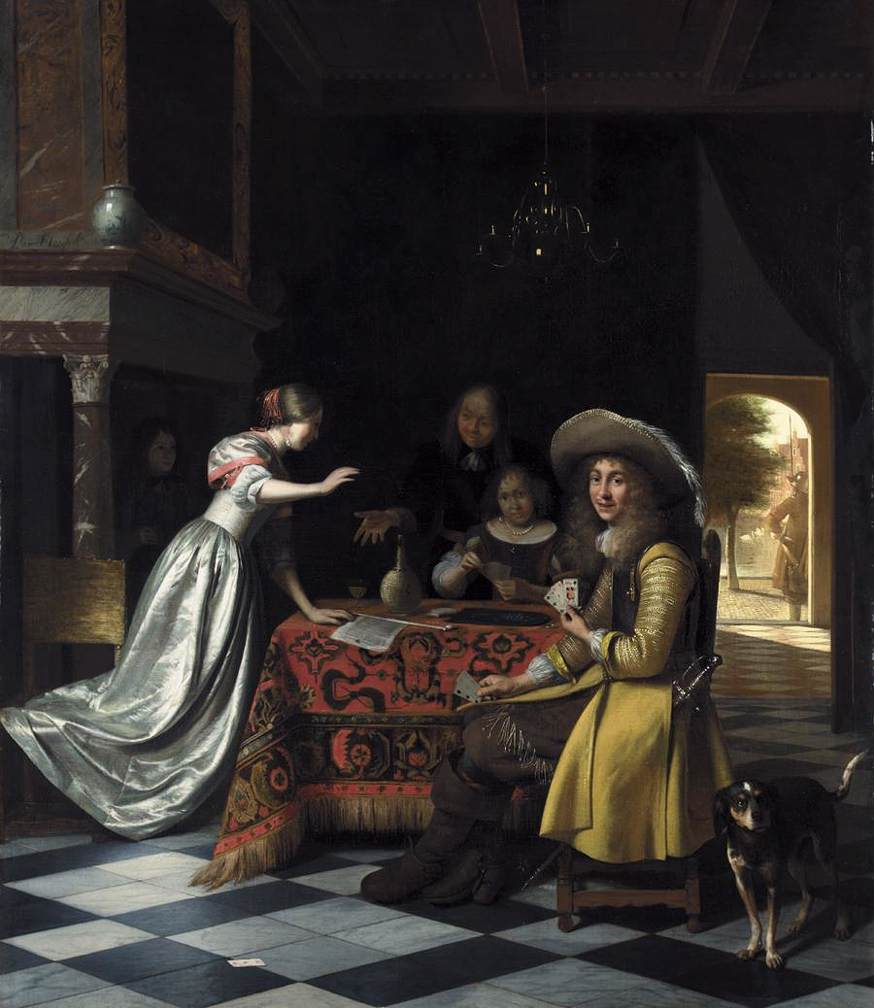
Joueurs de cartes à une table (1670-1674).